# Nicolas Duchêne
Nicolas Duchêne, né le 6 avril 1967 à Bruxelles (province du Brabant), est un auteur de bande dessinée réaliste belge.

## Biographie
Nicolas Duchêne naît le 6 avril 1967 à Bruxelles. Il suit une formation artistique à l'Institut Saint-Luc de Bruxelles. 
Ensuite, il réalise aussi quelques storyboards pour la publicité. Il aborde la bande dessinée avec une participation à l'album collectif Jospin dans tous les pétrins aux éditions Pictoris Studio en 1998.
Il revient à la bande dessinée neuf ans plus tard en signant Crèvecœur sur un scénario de son frère Martin dans la collection « Ligne rouge » aux éditions Casterman. Cette intrigue policière mâtinée d’un peu de surnaturel située à Bruxelles se déroule en trois volumes : Prométhée,,, (2007), La Rose noire (2008) et Les Clavicules de Salomon (2009).
En 2012, il commence la série Big K ; cette série, réalisée avec Fabian Ptoma, est composée des volumes L'Appel du sang,, et L'Invitation au Mal, (2013) publiés aux éditions Casterman. Mais un changement de direction opéré lors du rachat du groupe Flammarion par les Éditions Gallimard précipite la fin de la publication de la série car celle-ci n’entrait plus dans la nouvelle ligne éditoriale. Une fois les droits récupérés, ils clôturent l'histoire de Big K avec l'intégrale qui sort en 2015 aux Éditions Sandawe.

## Œuvres

### Albums de bande dessinée

#### Crèvecœur
- 1. Prométhée[3],[4],[5],[6], Casterman, Bruxelles, mars 2007
Scénario : Martin Duchêne - Dessin et couleurs : Nicolas Duchêne -  (ISBN 978-2-203-39254-0)
- 2. La Rose noire[7], Casterman, Bruxelles, avril 2008
Scénario : Martin Duchêne - Dessin et couleurs : Nicolas Duchêne -  (ISBN 978-2-203-00652-2)
- 3. Les Clavicules de Salomon[8],[15], Casterman, Bruxelles, juin 2009
Scénario : Martin Duchêne - Dessin et couleurs : Nicolas Duchêne -  (ISBN 978-2-203-00652-2)

Big K
- 1. L'Appel du sang[9],[10], Casterman, Bruxelles, janvier 2012
Scénario : Fabian Ptoma - Dessin : Nicolas Duchêne - Couleurs : Tanja Cinna -  (ISBN 978-2-203-04067-0)
- 2. L'Invitation au Mal[12],[13], Casterman, Bruxelles, février 2013
Scénario : Fabian Ptoma - Dessin : Nicolas Duchêne - Couleurs : Tanja Cinna -  (ISBN 978-2-203-05019-8)
- Big K - Intégrale[14], Éditions Sandawe, Lasne, juin 2015
Scénario : Fabian Ptoma - Dessin : Nicolas Duchêne - Couleurs : Tanja Cinna -  (ISBN 978-2-203-05019-8),160 planches.

### Collectifs
- Jospin dans tous les pétrins, Pictoris Studio, 1998
Scénario : Collectif - Dessin : Collectif dont Nicolas Duchêne - Couleurs : quadrichromie -  (ISBN 2841531104)

#### Livres
- Philippe Mellot, Michel Denni, Laurent Turpin et Isabelle Morzadec, Trésors de la bande dessinée : BDM 2023-2024 - Catalogue encyclopédique et Argus, Paris, Les Arènes, novembre 2022, 23e éd., 1677 p., ill. ; 23 cm (ISBN 9791037507280, OCLC 1351462460, présentation en ligne), p. 162, 344. .

#### Articles
- Ptoma et Nicolas Duchêne (interviewés par Shesivan alias Patrick Verlinden), « Interview de Ptoma et Nicolas Duchêne pour Big K (Casterman) », Génération BD,‎ 4 février 2012 (lire en ligne, consulté le 12 juillet 2023).